# متحف توليدو للفنون
متحف توليدو للفنون هو متحف فني يقع في توليدو، أوهايو، الولايات المتحدة.يضم المتحف أكثر من 30.000 قطعة. مع 45 معرضًا، تغطي مساحة المتحف 280.000 قدم مربع وهي حاليًا في خضم خطة توسع ضخمة متعددة لحرمها الذي تبلغ مساحته 40 فدانًا.
أسسه صانع الزجاج في توليدو إدوارد دروموند ليبي في عام 1901، وانتقل إلى موقعه الحالي، وهو مبنى إحياء يوناني صممه إدوارد برودهيد غرين وهاري ويلكوكس واتشتر، في عام 1912. تم توسيع المبنى الرئيسي مرتين، في عشرينيات وثلاثينيات القرن الماضي. تم إضافة مبانٍ أخرى في التسعينيات و2006. يتكون المبنى الرئيسي للمتحف من 4 1/2 فدان من المساحة الأرضية على مستويين. تشمل الميزات خمسة عشر استوديوًا للفصل الدراسي، وقاعة بيريستايل للحفلات الموسيقية التي تتسع لـ 1750 مقعدًا، وقاعة محاضرات تتسع لـ 176 مقعدًا، ومقهى ومتجر هدايا. ويبلغ متوسط عدد زوار المتحف حوالي 380 ألف زائر سنويًا ، وفي عام 2010، تم التصويت للمتحف المفضل في أمريكا من قبل قراء موقع الفنون المرئية تايلر جرين. المدير الحادي عشر والحالي لمتحف توليدو هو آدم ليفين.

## المعروضات
يضم المتحف مجموعات كبيرة من فن الزجاج الأوروبي والفن الأمريكي في القرنين التاسع عشر والعشرين، بالإضافة إلى مجموعات صغيرة ولكنها مميزة كمجموعات من عصر النهضة وأعمال يونانية ورومانية ويابانية. تشمل الأعمال الفردية البارزة أعمال بيتر بول روبنس «تتويج القديسة كاترين»؛  خدعة الرجل الأعمى؛ 'فينسنت فان خوخ' منازل في أوفيرس؛  وكذلك أعمال ثانوية لكل من رامبرانت وإل غريكو؛ وأعمال حديثة لكل من ويليم دي كوننغ وهنري مور وسول ليويت. من بين الفنانين الآخرين في المجموعة الدائمة هولباين، كول، كروبسي، تيرنر، تيسو، ديغا، مونيه، سيزان، ماتيس، ميرو، بيكاسو، كالدر، بيردن، كلوز، وكييفر.

## البهو المعمد
يعد البهو المعمد، وهي قاعة للحفلات الموسيقية تتسع لـ 1750 مقعدًا في الجناح الشرقي، مساحة الحفلات الموسيقية الرئيسية لأوركسترا توليدو السيمفونية وتستضيف سلسلة الماسترز في المتحف. أضيف في عام 1933، تم تصميمه على الطراز الكلاسيكي ليلائم المظهر الخارجي للمتحف. تنقسم المقاعد إلى مقاعد جلوس أرضية ومقاعد مرتفعة، مع ترتيب المقاعد المرتفعة في نصف دائرة، على غرار المسرح اليوناني. كما يوجد في الجزء الخلفي من المقاعد المرتفعة 28 عمودًا أيونيًا، والتي أعطت قاعة الحفلات الموسيقية اسمها.

أُضيفت حديقة للنحت تحتوي بشكل أساسي على أعمال فنية فترة ما بعد الحرب في عام 2001 ؛ يمتد في شريط ضيق على طول واجهة شارع مونرو للمتحف. (المنحوتات السابقة معروضة في الداخل).

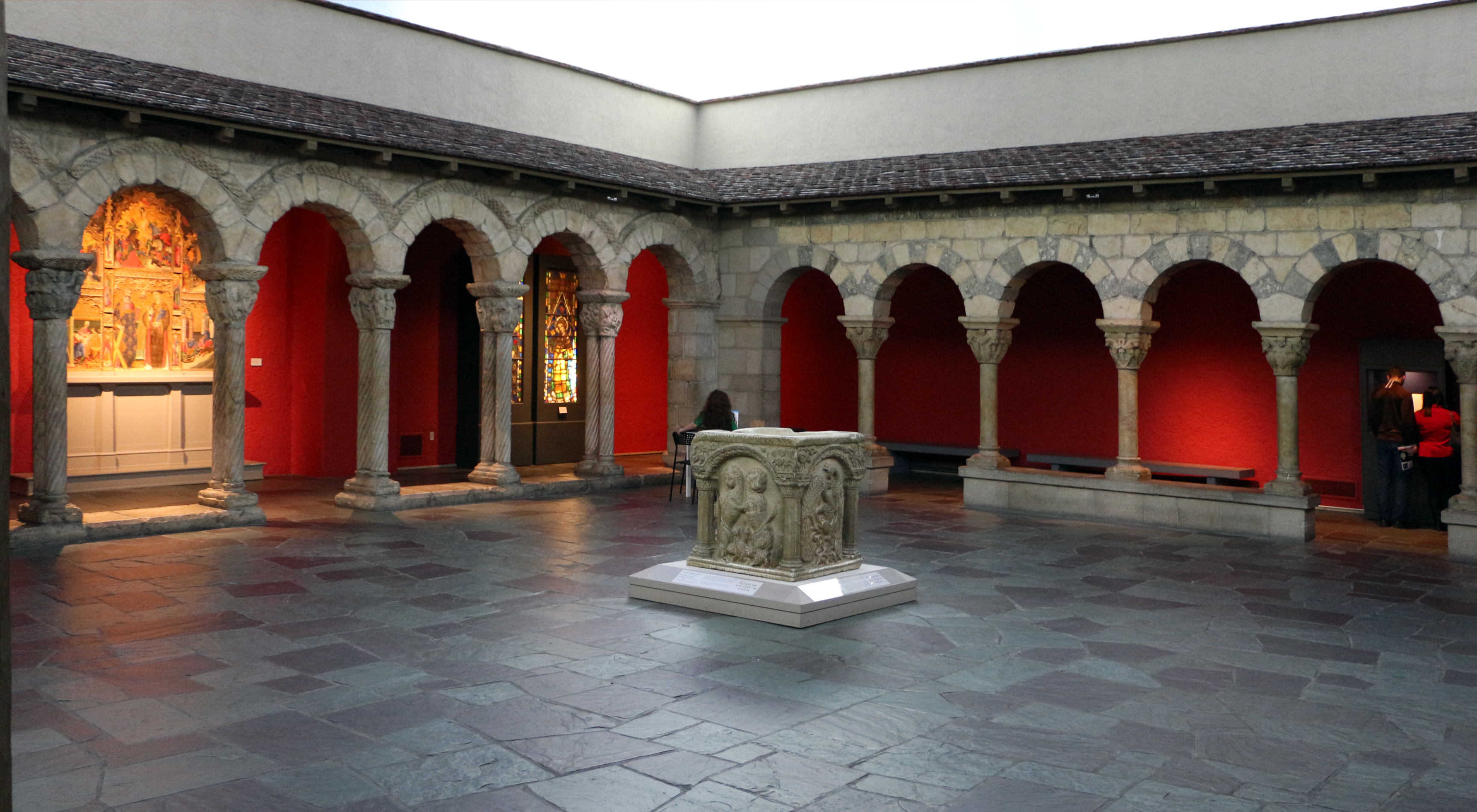
دير القرون الوسطى
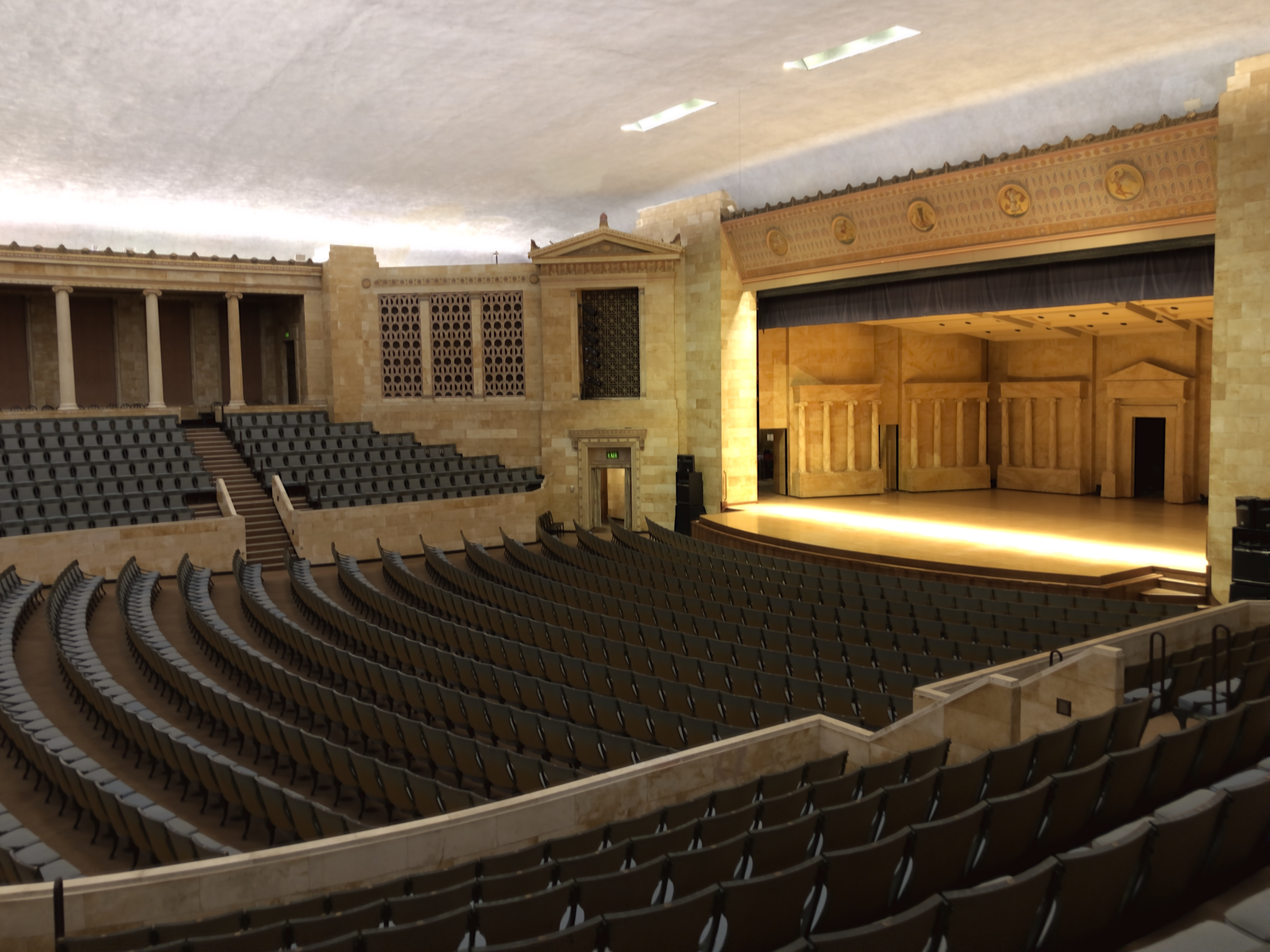
The Peristyle البهو المجنح
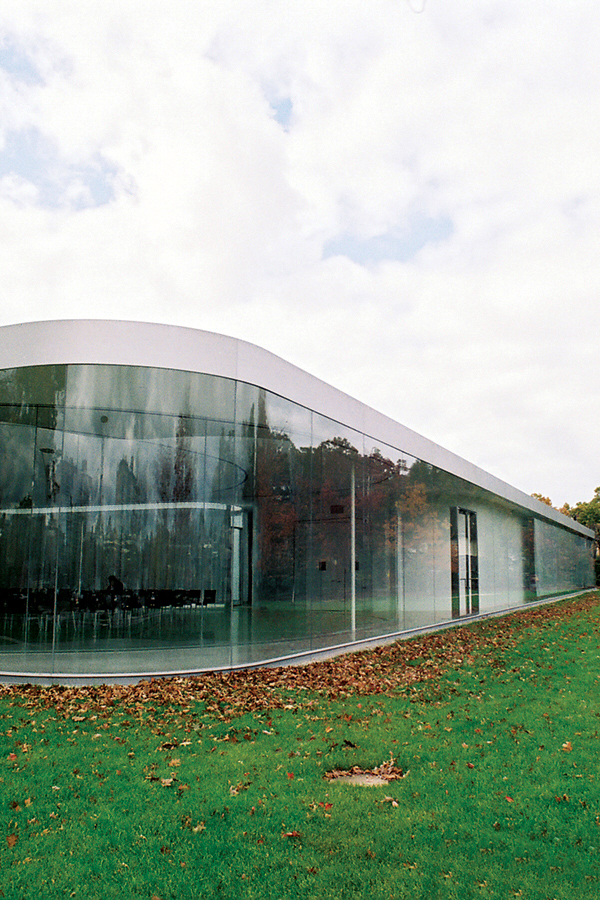
جناح المعرض الزجاجي الخارجي
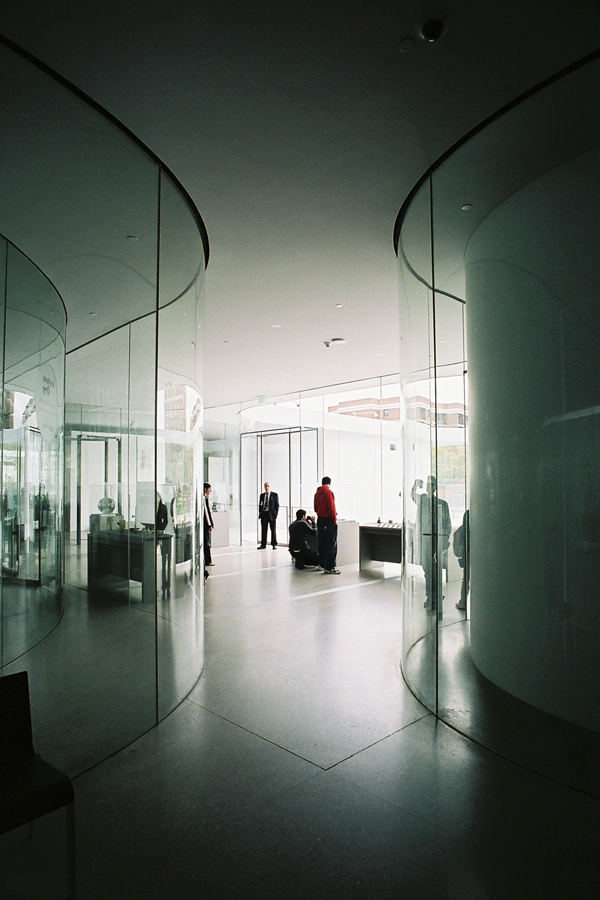
جناح المعرض الزجاجي الداخلي

## مركز الفنون البصرية والجناح الزجاجي
تمت إضافة مركز الفنون البصرية والذي صممه فرانك جيري، في التسعينيات. يتضمن مكتبة المتحف بالإضافة إلى مساحة الاستوديو والمكتب والفصول الدراسية لقسم الفنون بجامعة توليدو.
في عام 2000، اختار المتحف الشركة المعمارية لـ SANAA لتصميم مبنى جديد لإيواء مجموعة الزجاج الخاصة بالمؤسسة. كانت أول لجنة للشركة في الولايات المتحدة. تم تعيين فرونت إنك. لمساعدة المهندسين المعماريين في تطوير المفاهيم التقنية لأنظمة الجدار الزجاجي. جاء جزء كبير من تمويل جناح زجاجي بقيمة 30 مليون دولار من خلال أكبر حملة لجمع التبرعات العامة في تاريخ توليدو. تم استيراد الجدران الزجاجية المنحنية للمبنى من الصين.
افتُتح الجناح الزجاجي الذي تبلغ مساحته 74000 قدم مربع في أغسطس 2006 وقد لاقى إشادة كبيرة من النقاد. وصفتها ArtNet بأنها «رمز مدهش للقوة الثقافية. تهدف إلى إعطاء مكانة الصدارة لمجموعة فن الزجاج في المؤسسة.» اللطافة، تمثل المتاهة الأنيقة للجناح من الجدران الزجاجية المنحنية أحدث نصب تذكاري يتطور في سلسلة تمتد إلى قاعة المرايا في فرساي ". علقت نيويورك تايمز من خلال أوروسوف على علاقة الجناح بمباني المتحف الأخرى: "الجناح الزجاجي هو جزء من مجمع غير محكم يتضمن متحف الفنون الجميلة هنا ومركز الفنون البصرية بجامعة توليدو، الذي صممه فرانك جيري.
مع درجه الكبير المؤدي إلى صف من الأعمدة الأيونية، يعد المتحف الأصلي معبدًا للفن ونصبًا تذكاريًا للإيمان بقدرة الثقافة العالية على الارتقاء بحياة العامل. يتناسب الشكل الأفقي المنخفض للهيكل الجديد في هذا السياق مع دقة ملحوظة، كما لو أن المهندسين المعماريين يترددون في إزعاج المناطق المحيطة. "يستضيف الجناح 700 معرضًا عامًا لنفخ الزجاج سنويًا، بالإضافة إلى الأحداث المجتمعية المتطورة مثل (إعادة) أيام رأس السنة الجديدة، تجربة فريدة من نوعها مستوحاة من الفن واليوغا والحركة والتأمل وفن القطع، وهو احتفال بالحلاقين السود وأدوارهم كفنانين ومدافعين عن صحة الرجال برعاية بروميديكا. يعرض المبنى المجموعة الزجاجية الأصلية للمتحف والعديد من الأعمال الجديدة، بما في ذلك تمثال زجاجي بارز لدايل تشيهولي.

## أعمال مختارة
- Master of the Morrison Triptych, c. 1500-1510
- Lot and His Daughters  [لغات أخرى]‏ لـ أرتيميسا جنتلسكي, 1635-1638
- Self-Portrait لـ Bartholomeus van der Helst, 1655
- Blind Man's Bluff  [لغات أخرى]‏ لـ جان هونوري فراغونارد، c. 1750
- Children in a Chariot لـ فرانثيسكو غويا, 1778
- نسخة من عمل جاك لوي دافيد قسم الإخوة هوراس لتلميذه آن- لوي جيرودي دو روسي- تريوسون, 1786
- ثلاث حسناوات من العصر الحديث لـ كيتاغاوا أتامارو, 1793
- Portrait of أوليفر هازارد بيري لـ غلبرت ستيوارت, 1818.
- حلم المهندس المعماري لـ توماس كول, 1840
- Starrucca Viaduct, Pennsylvania لـ جاسبر فرانسيس كروبسي, 1865
- The Aqueduct at Marly لـ ألفرد سيسلي, 1874
- Road at Wargemont لـ أوجست رينوار, 1879
- Portrait of Antonin Proust لـ إدوارد مانيه, 1880
- Wheat Fields with Reaper  [لغات أخرى]‏ لـ فينسنت فان خوخ, 1888
- Houses at Auvers لـ Vincent van Gogh, 1890
- The Bridge, Blackwell's Island لـ جورج بيلوز, 1909
- Entrance to the Grand Canal, Venice (Signac) لـ بول سينياك, 1905
- Water Lilies لـ كلود مونيه, 1922